# Prehospital Trauma Life Support
 (août 2015).
Le Prehospital Trauma Life Support (PHTLS) est une technique de premiers secours destinée à la prise en charge de victimes ayant subi un traumatisme physique. Créé en 1983 en reprenant les fondements de l'Advanced trauma life support, le PHTLS est actuellement enseigné dans plus de cinquante pays et est une référence internationale.
En France, de nombreux ambulanciers, infirmiers, médecins, sapeurs pompiers ou secouristes ont été formés depuis 2002 par l'association Life Support France. Un des principes fondateurs de la formation repose sur le travail en équipe pluridisciplinaire.

## Principes
- Traiter en premier les atteintes qui tuent en premier
- Évaluation rapide et systématisée (A-B-C-D-E)

Le PHTLS enseigne des connaissances qui incluent une compréhension de l'anatomie et de la physiologie, des compétences pour soigner les patients, la limitation du temps passé sur les lieux et des pertes de sang, ainsi que la nécessité de transporter le patient vers la salle d'opération le plus rapidement possible. Cette philosophie exige des intervenants qu'ils utilisent « la réflexion critique » pour prendre et appliquer des décisions qui permettront d'améliorer la survie des patients. Le PHTLS ne forme pas à l'application de protocoles rigides mais privilégie la compréhension des soins médicaux et la réflexion critique afin d'offrir au patient les meilleures chances de survie.
Le processus pédagogique du PHTLS tend à apporter aux intervenants préhospitaliers les connaissances et les compétences appropriées (en fonction des prérogatives professionnelles des intervenants) pour réfléchir de façon critique à la meilleure prise en charge possible des patients traumatisés.

## Contenu et déroulement
Afin de participer à la formation PHTLS, les apprenants devront assimiler le manuel de formation qui est actualisé tous les 4 ans. La formation laisse une large part aux ateliers pratiques et aux scénarios pédagogiques. Les thèmes abordés pendant les 2 jours de formation sont les suivants :
- évaluation des victimes traumatisées ;
- gestion des voies aériennes ;
- évaluation et prise en charge de la ventilation ;
- états de choc et réanimation liquidienne ;
- évaluation et prise en charge des déficits neurologiques, du rachis ;
- particularités des patients âgés, des patients pédiatriques ;
- prise en charge des brûlures ;
- les principes des soins préhospitaliers aux traumatisés ;
- ateliers pratiques (gestion des voies aériennes, immobilisation) ;
- mises en situation pratiques autour de scénarios interactifs.

## Validité et certification
La certification au PHTLS est internationale et reconnue pour une durée de quatre ans. À l'issue de cette durée, un recyclage d'une journée est nécessaire afin de revalider le titre pour quatre ans.

## Sources
- NAEMT, PHTLS - secours et soins préhospitaliers aux traumatisés, Paris, Elsevier, coll. « Life Support France », 09/2012  (ISBN 9782294714368).
- Site internet de l'organisation Life Support France.